# Opkijker
Uranoscopus scaber of opkijker is een straalvinnige vissensoort uit de familie van sterrenkijkers (Uranoscopidae). De wetenschappelijke naam is voor het eerst gepubliceerd in 1758 door Linnaeus.
De vis wordt gemiddeld 25 tot 25 cm lang met een maximale lengte van 55 cm. Hij heeft een grijsbruine rug en flanken met vlekken en een melkwitte buik. De kop is zwaargebouwd met een verticaal geplaatste bek. Hij heeft een grijze loktentakel op de mond. De vis heeft een grote gifstekel op het kieuwdeksel en drie of vier gifstekels op de rugvin.

## Leefgebied
De opkijker is een bodemvis die die leeft op modderige en zanderige bodems op 15 tot 400 m diepte. Hij komt voor in de gehele Middellandse Zee, de Zwarte Zee en langs de Atlantische kust van Noord-Spanje tot Senegal.

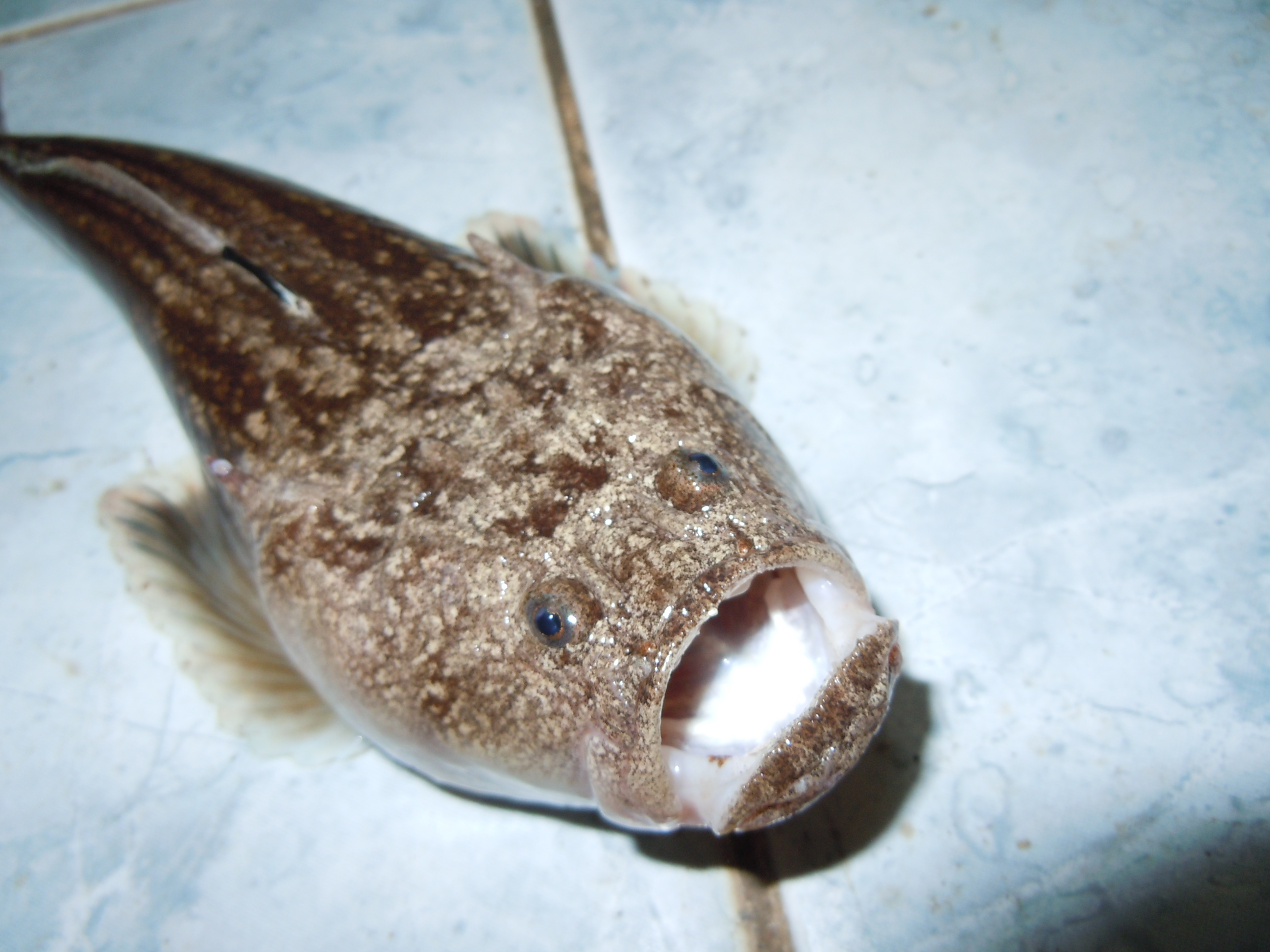